# Luigi Galimberti
Luigi Galimberti (Roma, 26 aprile 1836 – Roma, 7 maggio 1896) è stato un cardinale e arcivescovo cattolico italiano.

## Biografia
Nacque a Roma il 26 aprile 1836. Studiò presso il seminario romano, dove ottenne il dottorato in filosofia il 28 dicembre 1854, quello in teologia il 9 settembre 1858 e in utroque iure l'11 settembre 1861.
Papa Leone XIII lo elevò al rango di cardinale nel concistoro del 16 gennaio 1893; il 15 giugno successivo ricevette la berretta cardinalizia con il titolo dei Santi Nereo e Achilleo.
Morì il 7 maggio 1896 all'età di 60 anni. Dopo le esequie, la salma venne tumulata nel sacello di Propaganda Fide nel cimitero del Verano.

## Genealogia episcopale e successione apostolica
La genealogia episcopale è:
- Cardinale Scipione Rebiba
- Cardinale Giulio Antonio Santori, O.P.
- Cardinale Girolamo Bernerio
- Arcivescovo Galeazzo Sanvitale
- Cardinale Ludovico Ludovisi
- Cardinale Luigi Caetani
- Cardinale Ulderico Carpegna
- Cardinale Paluzzo Paluzzi Altieri degli Albertoni
- Papa Benedetto XIII
- Papa Benedetto XIV
- Papa Clemente XIII
- Cardinale Marcantonio Colonna
- Cardinale Giacinto Sigismondo Gerdil, B.
- Cardinale Giulio Maria della Somaglia
- Cardinale Carlo Odescalchi, S.I.
- Cardinale Costantino Patrizi Naro
- Arcivescovo Serafino Vannutelli
- Cardinale Cölestin Josef Ganglbauer, O.S.B.
- Cardinale Luigi Galimberti

La successione apostolica è:
- Cardinale Kolos Ferenc Vaszary, O.S.B. (1892)